# Casa de Avís
La Casa de Avís fue la dinastía que reinó en Portugal entre 1385 y 1580. Se trata de la segunda dinastía real de Portugal, que sucedió a la Casa de Borgoña. Se inició después de la derrota de Castilla en la batalla de Aljubarrota el 14 de agosto de 1385, dando fin a la crisis de Portugal entre 1383 y 1385, cuando el maestre de la Orden de Avís, Juan, hijo natural de Pedro I de Portugal, fue proclamado rey en las Cortes de Coímbra. La dinastía de Avís terminó después de la muerte sin descendencia de Sebastián I en la batalla de Alcazarquivir (24 de agosto de 1578), además de la muerte —también sin descendencia— del tío y regente de Sebastián Enrique I de Portugal. Esta situación fue aprovechada por Felipe II de España (cuya madre era la emperatriz Isabel de Portugal) para que el soberano de la Casa de Austria pudiera asumir las tres coronas de la península ibérica, junto con sus extensos territorios virreinales en todos los continentes.

## Reyes de la Casa de Avís
- Juan I de Portugal (r. 1385-1433)

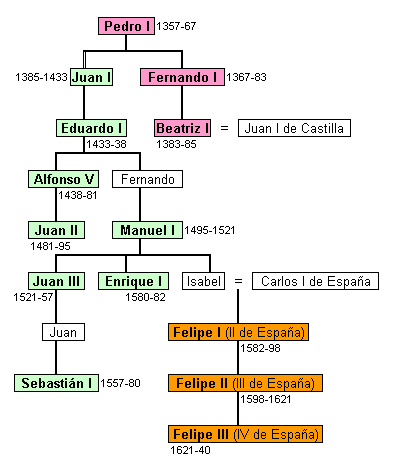
Árbol genealógico de los reyes de Portugal de la Casa de Avís (en verde). Se incluye a los últimos reyes de la casa de Borgoña (en rosa), así como a los de la casa de Austria (en naranja).

- Eduardo I de Portugal (r. 1433-1438)
- Alfonso V de Portugal (r. 1438-1481)
- Juan II de Portugal (r. 1481-1495)
- Manuel I de Portugal (r. 1495-1521)
- Juan III de Portugal (r. 1521-1557)
- Sebastián I de Portugal (r. 1557-1578)
- Enrique I de Portugal (r. 1578-1580)

## Otros miembros
- Isabel de Portugal, esposa de Felipe III, duque de Borgoña
- Enrique el Navegante, duque de Viseu
- Pedro de Portugal, duque de Coímbra
- Fernando de Avís y Láncaster
- Juana de Portugal y Coímbra
- Fernando de Portugal, padre del rey Manuel I de Portugal
- Isabel de Portugal, reina de España y emperatriz del Sacro Imperio Romano Germánico
- Antonio, prior de Crato, pretendiente a la Corona  portuguesa en oposición a Felipe II de España

## Véase también

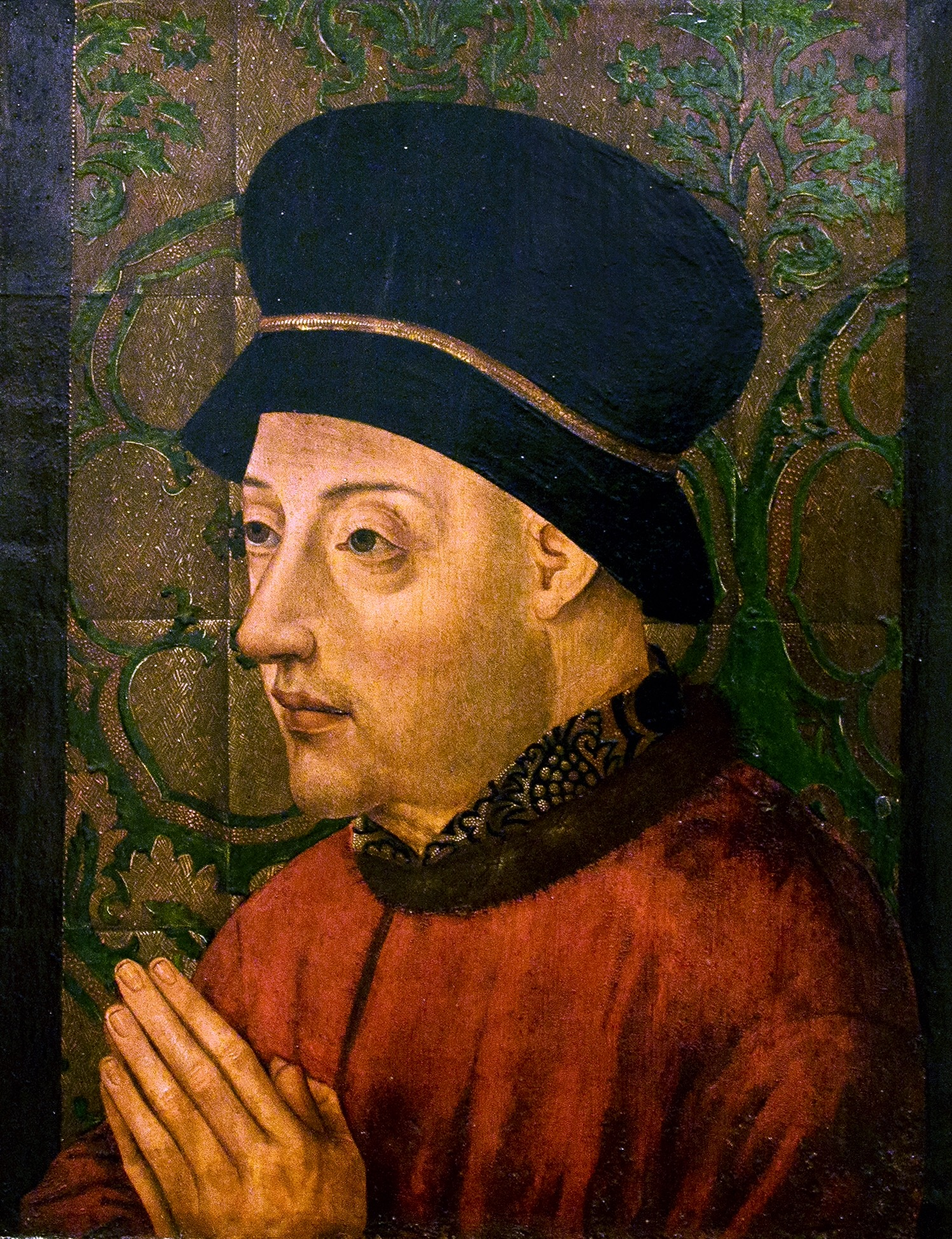
Juan I de Portugal, fundador de la Dinastía de Avís.